# Hainesia marsdeniae
Hainesia marsdeniae är en svampart som beskrevs av Punith. & Spooner 1997. Hainesia marsdeniae ingår i släktet Hainesia, klassen Leotiomycetes, divisionen sporsäcksvampar och riket svampar.   Inga underarter finns listade i Catalogue of Life.